# Мики (дим)
Мики (греч. Δήμος Μύκης) — община (дим)  в Греции. Входит в периферийную единицу Ксанти в периферии Восточной Македонии и Фракии. Население 15 540 жителей по переписи 2011 года. Площадь 633,334 квадратного километра. Плотность 24,54 человека на квадратный километр. Административный центр общины — Зминти. Димархом на местных выборах 2019 года избран Ридван Дели Хусейн (Ριτβάν Ντελή Χουσεΐν).
Община создана в 1997 году (ΦΕΚ 244Α). В 2010 году (ΦΕΚ 87Α) по программе «Калликратис» к общине Мики присоединены сообщества Котили, Сатре и Терме.
Община (дим) Мики делится на 4 общинные единицы.